# Nick Krause
Nick Krause est un acteur américain né le 14 avril 1992 à Austin.

## Biographie
Krause est né à Austin, Texas, fils de l'agent de talent Liz Atherton. Il a été élevé à Georgetown. Sa sœur est l'actrice Kate Krause.
Il a fréquenté la NYOS Charter School et a rapidement obtenu son diplôme du Georgetown High School (Texas) afin de commencer à filmer dans The Descendants à Hawaï.

## Filmographie sélective

### Cinéma
- 2006 : How to Eat Fried Worms : Nigel
- 2007 : Homo Erectus : Thudnik (jeune)
- 2009 : ExTerminators : Bo Turner
- 2011 : The Descendants d'Alexander Payne : Sid
- 2013 : White Rabbit de Tim McCann : Harlon
- 2014 : Boyhood de Richard Linklater : Charlie

### Télévision
- 2010 : Parenthood : Berto
- 2012 : Hollywood Heights : Adam
- 2014 : Grimm : Jonah Riken

## Distinctions

### Récompenses
- 2007 : Young Artist Award collectif pour le casting de How to Eat Fried Worms.

### Nominations
- 2011 : Gotham Award collectif pour le casting de The Descendants ;
- 2012 : COFCA Award collectif pour le casting de The Descendants.